# Spy School
Spy School es una película de 2008 hecha para televisión, lanzada fuera de Estados Unidos como Doubting Thomas o Lies and Spies. La película es protagonizada por Forrest Landis y AnnaSophia Robb.

## Premisa
Es la historia de un niño de 12 años conocido por contar cuentos. Escucha la trama de secuestrar la hija del Presidente y trata de conseguir ayuda para detenerlo. Cuando nadie le cree, tiene que hacerlo por su cuenta y tratar de salvarla.

## Elenco
- Forrest Landis como Thomas Miller.
- AnnaSophia Robb como Jackie Hoffman.
- Rider Strong como Mr. Randall
- Lea Thompson como Claire Miller.
- D.L. Hughley como Albert.
- Roger Bart como Principal Hampton.
- Brian Posehn como Grissom.
- Ezra Buzzington como Cedric Bailey.
- Taylor Momsen como Madison Kramer.